# Gunter Pauli
 (avril 2025).
Motif : Pas convaincu de la notoriété malgré les interlingues
- Archive Wikiwix
- Bing
- Cairn
- DuckDuckGo
- E. Universalis
- Gallica
- Google
- G. Books
- G. News
- G. Scholar
- Persée
- Qwant
- (zh) Baidu
- (ru) Yandex
- (wd) trouver des œuvres sur Wikidata

| 1. | Préciser le motif de la pose du bandeau. | Précisez le motif de la pose du bandeau en utilisant la syntaxe suivante : {{admissibilité à vérifier\|date=juillet 2025\|motif=remplacez ce texte par le motif}}                 |
| 2. | Informer les utilisateurs concernés.     | Pensez à avertir le créateur de l'article, par exemple, en insérant le code ci-dessous sur sa page de discussion : {{subst:avertissement admissibilité à vérifier\|Gunter Pauli}} |

 (avril 2025).
 (juillet 2017).
Gunter Pauli est un industriel belge controversé menant différents projets autour du recyclage.

## Biographie
Gunter Pauli est né le 3 mars 1956 à Anvers (Belgique).
Il a six enfants.

## Formation et carrière
Après avoir vendu des bières artisanales au Japon[réf. nécessaire], dans les années 1990 Gunter Pauli se lance dans la fabrication de détergents bio avec la société Ecover. 
Il s’installe au Japon et crée en avril 1994 la fondation ZERI (Zero Emission Research and Initiatives) dont l'objectif est la « pollution zéro » en s'inspirant de la nature pour satisfaire les besoins fondamentaux : contrairement aux modèles économiques actuels qui poussent à investir plus sans économiser, en contradiction avec les systèmes naturels, il envisage d'investir moins tout en créant un capital social et écologique.

## ZERI (Zero Emission Research Initiatives)
Gunter Pauli crée en 1994 la fondation ZERI (Zero Emissions Research and Initiatives, Recherche et initiatives pour le zéro pollution) qui travaille pour une économie sociale et écologique en s'inspirant de la nature.
En 2016, la fondation ZERI a signé une convention avec la Chambre de Commerce et d'Industrie (CCI) de Quimper dans le but de développer le concept d'économie bleue sur le territoire de la CCI. La CCI prévoyait ainsi de verser 500 000 € à la fondation pour l'identification et le développement de projets et la création d'emplois sur le territoire. En juillet 2018, la CCI annonce la fin de la convention avec la fondation, mettant en doute le contenu du service apporté par cette dernière,.

## Coronavirus et 5G
En avril 2020, la presse italienne se fait l'écho de ses propos sur le coronavirus, notamment ceux – dépourvus de bases scientifiques – qui font un lien entre le réseau 5G et l'épidémie de Covid-19.

## Publications

### En français
- Les nouveaux entrepreneurs du développement durable, éditions Caillade, Lyon, 2011  (ISBN 978-2953-560244)
- L'Économie Bleue, Caillade, 2012  (ISBN 978-2953-560251)
- Soyons Aussi Intelligents que la Nature , L'Observatoire 2018  (ISBN 979-10-329-0393-3)
- Li-Fi La Communication à la Vitesse de la Lumière, L'Observatoire 2018  (ISBN 979-10-329-0468-8)
- L'Economie Bleue 3.0, L'Observatoire 2019  (ISBN 979-1032906125)

### En anglais
- International Marketing: The Importance of Image in Japan. Sophia University Press, 1983,  (ISBN 978-4-88168-094-0)
- Aurelio Peccei: Portrait of the Founder of the Club of Rome. Pergamon Press, 1987,  (ISBN 0-08-034861-0)
- Services: the driving force of the economy. Waterlow Press, 1987,  (ISBN 978-0-08-033091-4)
- Towards a United Europe: 1992 and Beyond - Shaping Priorities for Successful Regional Integration. SRI International, 1990, OCLC Number 22733850
- The Second Wave: Japan's Global Assault on Financial Services (with Richard Wright). Waterlow Press, 1997,  (ISBN 978-0-312-01558-9)
- Steering Business towards Sustainability (with Fritjof Capra). United Nations University Press, 1995,  (ISBN 978-0-585-20025-5)
- Breakthroughs: What Business can Offer Society. Epsilon Press, 1996,  (ISBN 978-1-900820-00-4)
- Upsizing: The Road to Zero Emissions. Greenleaf, 1998,  (ISBN 978- 1874719182)
- Out of the Box: 21 ways to be creative and innovative at work. Future Managers, 2004,  (ISBN 978-1-920019-40-2)
- Upcycling. Riemann Verlag (Munich), 1999,  (ISBN 978-3-570-50006-4)
- The Blue Economy. Paradigm Publishers, 2010,  (ISBN 978-0-912111-90-2)
- Zen and the Art of Blue. Konvergenta, 2010,  (ISBN 978-3-942276-02-3)
- The Intelligence of Nature, Edizioni Ambiente 2018  (ISBN 978-8866272649)
- The Third Dimension, avec Jurriaan Kamp, JKK Books 2018
- Plan A : the transformation of Argentina's economy, avec Jurriaan Kamp, Biblioteca Permacultura, 2018
- Gunter's Fables - 7 Volumes en Anglais et Espagnol. Hogares Juveniles Campesinos (Bogotá), 2008,  (ISBN 978-9588334202)

### En allemand
- Neues Wachstum. Wenn grüne Ideen nachhaltig 'blau' werden. Konvergenta, 2010,  (ISBN 978-3-942276-00-9)